# Joaquín González Camargo
Joaquín González Camargo (Sogamoso, Boyacá, 15 de enero de 1865-Zipaquirá, 9 de diciembre de 1886) fue un poeta colombiano.
En su breve vida, dejó el mundo a la corta edad de 21 años sin poder finalizar sus estudios de medicina, nos legó una reducida obra poética dispersa publicada póstumamente en Poesías (1889) por José María Rivas Groot, y recogida en varias antologías de la poesía colombiana, como la de Andrés Holguín.
Considerado como el poeta más representativo del Romanticismo colombiano, su obra tiene influencia del sevillano Gustavo Adolfo Bécquer, el francés Victor Hugo y el alemán Heinrich Heine; y es en ciertos aspectos precursora de la poesía de José Asunción Silva.